# Marion Bay
Marion Bay ist eine große Bucht und ein begrenzter Ort an der Südostküste Tasmaniens. Sie liegt in der Nähe von Dunalley im Bezirk des Sorell. Seine Südwestküste enthält die Marion Bay Important Bird Area.

## Entdeckung
Abel Tasman lichtete 1642 als Erster vor einer kleinen Insel am südlichen Teil der Bucht Anker und landete im Gebiet, welches er Frederick Henricx Bay (jetzt Blackman Bay) nannte.
Die Bucht wurde später nach dem Navigator Marion du Fresne, welcher in seinem Mascarin und der "Marquis de Castries" im März 1772 landete. Marion schrieb: „One sailor found numbers of crayfish, lobsters and huge crabs, and the oysters there are good and abundant“

## Festival
Marion Bay veranstaltete das erste tasmanische Falls Festival im Dezember 2003 mit mehr als 10.000 Besuchern und es wurde ein jährliches Ereignis.